# Élections fédérales canadiennes de 2021 au Nouveau-Brunswick
Les élections fédérales canadiennes de 2021 au Nouveau-Brunswick ont lieu le 20 septembre 2021, comme dans le reste du Canada. La province est représentée par 10 députés à la Chambre des communes, soit le même nombre que lors des élections fédérales canadiennes de 2019 au Nouveau-Brunswick.

## Résultats par parti

### Résultats généraux
| Parti                    | Parti                            | Voix    | %     | +/-   | Sièges | +/-           |
| ------------------------ | -------------------------------- | ------- | ----- | ----- | ------ | ------------- |
|                          | Parti libéral (PLC)              | 168 817 | 42,38 | 4,80  | 6      | en stagnation |
|                          | Parti conservateur (PCC)         | 133 794 | 33,59 | 0,76  | 4      | 1             |
|                          | Nouveau Parti démocratique (NPD) | 47 564  | 11,94 | 2,52  | 0      | en stagnation |
|                          | Parti populaire (PPC)            | 24 370  | 6,12  | 4,06  | 0      | en stagnation |
|                          | Parti vert (PVC)                 | 20 505  | 5,15  | 11,87 | 0      | 1             |
|                          | Parti libre                      | 2 217   | 0,56  | Nv    | 0      | Nv            |
|                          | Indépendants                     | 708     | 0,18  | 0,55  | 0      | en stagnation |
|                          | Libertarien                      | 234     | 0,06  | 0,03  | 0      | en stagnation |
|                          | Parti communiste                 | 158     | 0,04  | 0,02  | 0      | en stagnation |
|                          |                                  |         |       |       |        |               |
| Suffrages exprimés       | Suffrages exprimés               | 398 367 |       |       |        |               |
| Votes blancs ou nuls     |                                  |         |       |       |        |               |
| Total                    | Total                            |         | 100   | -     | 10     | en stagnation |
| Abstention               |                                  |         |       |       |        |               |
| Inscrits / participation |                                  |         |       |       |        |               |

### Élus
| Circonscriptions            | Député sortant | Député sortant          | Député gagnant          | Député gagnant          |
| --------------------------- | -------------- | ----------------------- | ----------------------- | ----------------------- |
| Acadie—Bathurst             |                | Serge Cormier           | Serge Cormier           | Serge Cormier           |
| Beauséjour                  |                | Dominic LeBlanc         | Dominic LeBlanc         | Dominic LeBlanc         |
| Fredericton                 |                | Jenica Atwin            | Jenica Atwin            | Jenica Atwin            |
| Fundy Royal                 |                | Rob Moore               | Rob Moore               | Rob Moore               |
| Madawaska—Restigouche       |                | René Arseneault         | René Arseneault         | René Arseneault         |
| Miramichi—Grand Lake        |                | Pat Finnigan            |                         | Jake Stewart            |
| Moncton—Riverview—Dieppe    |                | Ginette Petitpas Taylor | Ginette Petitpas Taylor | Ginette Petitpas Taylor |
| Nouveau-Brunswick-Sud-Ouest |                | John Williamson         | John Williamson         | John Williamson         |
| Saint John—Rothesay         |                | Wayne Long              | Wayne Long              | Wayne Long              |
| Tobique—Mactaquac           |                | Richard Bragdon         | Richard Bragdon         | Richard Bragdon         |